# TAF Deutsche Meisterschaft Orientalischer Tanz 2019
Die TAF Deutsche Meisterschaft Orientalischer Tanz 2019, der offizielle deutsche Meisterschaftswettbewerb zum Orientalischen Tanz unter der Schirmherrschaft des TAF Germany, fand vom 14. bis 15. September 2019 in Menden statt. Der Meisterschaftsgewinn qualifiziert für internationale Wettbewerbe, etwa jene der International Dance Organization und den Dance World Cup. Insgesamt gab es rund 400 Starts, überreicht wurden schlussendlich an die Solo- und Gruppenteilnehmer 161 Pokale und 81 Medaillen.

## Turnierergebnisse 2019 (nur Erwachsene Solo)
Ergebnisse nach Angaben des TAF.
| Disziplin                                            | Gold                  | Silber                | Bronze              |
| ---------------------------------------------------- | --------------------- | --------------------- | ------------------- |
| Orientalisch - Contemporary - Solo - Erwachsene 1    | Layla El Amira Kaiser | Christine Berg        | Klara Hormazabal    |
| Orientalisch - Contemporary - Solo - Erwachsene 2    | Olga Voronko          | Julia Bauer           | Steffi Rönnebeck    |
| Orientalisch - Contemporary - Solo - Erwachsene 3    | Yasemin Yavuz         | Jeannine-Steffi Quaas | Andrea Prief        |
| Orientalisch - Folklore - Solo - Erwachsene 1        | Nadja Kniss           | Jana Heinen           | Stania Nesrato Alo  |
| Orientalisch - Folklore - Solo - Erwachsene 2        | Olga Voronko          | Claudia Lankeit       | Elena Rib           |
| Orientalisch - Folklore - Solo - Erwachsene 3        | Yasemin Yavuz         | Simone Weier-Kremer   | Birgit Kalusche     |
| Orientalisch - Klassisch - Solo - Erwachsene 1       | Meline Kretschmer     | Anastasiia Gusieva    | Nadja Kniss         |
| Orientalisch - Klassisch - Solo - Erwachsene 2       | Olga Voronko          | Alesia Dotzler        | Annett Frantz-Kochs |
| Orientalisch - Klassisch - Solo - Erwachsene 3       | Yasemin Yavuz         | Andrea Prief          | Michaela Kühne      |
| Orientalisch - Show / Fantasie - Solo - Erwachsene 1 | Meline Kretschmer     | Lisa Keter            | Yentl Merboth       |
| Orientalisch - Show / Fantasie - Solo - Erwachsene 2 | Alesia Dotzler        | Steffi Rönnebeck      | Anette Feneberg     |
| Orientalisch - Show / Fantasie - Solo - Erwachsene 3 | Yasemin Yavuz         | Birgit Kalusche       | Michaela Kühne      |